# 212 до н. е.

## Події
- Триває Друга Пунічна війна (218—202 до н. е.). Між Римською республікою та Карфагеном.
  - Падіння Сиракуз (союзник Карфагену), внаслідок дволітньої облоги. Римська республіка остаточно утвердилася на Сицилії. Загибель Архімеда.
  - Битва при Беневенто (212 до н. е.)
  - Битва при Гердонії (212 до н. е.)
  - Битва при Грументі
  - Битва за Тарент (212 до н. е.)
  - Облога Капуї
  - Битва при Сіларусі
  - Битва за Лісс

## Померли
- Архімед